# 1968年メキシコシティーオリンピックのブラジル選手団
1968年メキシコシティーオリンピックのブラジル選手団（1968ねんメキシコシティーオリンピックのブラジルせんしゅだん）は、1968年10月12日から10月27日にかけてメキシコの首都メキシコシティーで開催された1968年メキシコシティーオリンピックのブラジル選手団、およびその競技結果。

## 概要
今大会は銀メダル1個、銅メダル2個の合計3個のメダルを獲得した。

## メダル
| メダル | 選手名                 | 競技 | 種目       |
| ------ | ---------------------- | ---- | ---------- |
| 銀     | ネルソン・プルデンシオ | 陸上 | 男子三段跳 |